# Bilan saison par saison du Hockey Club Bienne
Le Hockey Club Bienne est une équipe membre de la Swiss Ice Hockey Federation (Fédération suisse de hockey sur glace). Cette page retrace ses résultats, depuis sa création, dans les différentes compétitions auxquelles elle a participé.

## Championnat de Suisse
Ce chapitre récapitule le parcours de l’équipe en championnat.

### Avant l'introduction des séries éliminatoires
| Saison    | PJ        | V       | D       | N       | BP          | BC          | Pts       | Classement                                                                                                 | Remarque                                                                         | Entraîneur                                                              |
| --------- | --------- | ------- | ------- | ------- | ----------- | ----------- | --------- | --- | -------------------------------------------------------------------------------- | ----------------------------------------------------------------------- |
| 1939-1940 |           |         |         |         |             |             |           | |                                                                                  |                                                                         |
| 1940-1941 |           |         |         |         |             |             |           | |                                                                                  |                                                                         |
| 1941-1942 |           |         |         |         |             |             |           | Série B |                                                                                  |                                                                         |
| 1942-1943 |           |         |         |         |             |             |           | Série B |                                                                                  |                                                                         |
| 1943-1944 |           |         |         |         |             |             |           | |                                                                                  |                                                                         |
| 1944-1945 |           |         |         |         |             |             |           | Série B |                                                                                  |                                                                         |
| 1945-1946 |           |         |         |         |             |             |           | Série B |                                                                                  |                                                                         |
| 1946-1947 |           |         |         |         |             |             |           | |                                                                                  |                                                                         |
| 1947-1948 |           |         |         |         |             |             |           | |                                                                                  |                                                                         |
| 1948-1949 |           |         |         |         |             |             |           | |                                                                                  |                                                                         |
| 1949-1950 |           |         |         |         |             |             |           | |                                                                                  |                                                                         |
| 1950-1951 |           |         |         |         |             |             |           | |                                                                                  |                                                                         |
| 1951-1952 |           |         |         |         |             |             |           | |                                                                                  |                                                                         |
| 1952-1953 |           |         |         |         |             |             |           | |                                                                                  |                                                                         |
| 1953-1954 |           |         |         |         |             |             |           | |                                                                                  |                                                                         |
| 1954-1955 |           |         |         |         |             |             |           | |                                                                                  |                                                                         |
| 1955-1956 |           |         |         |         |             |             |           | |                                                                                  |                                                                         |
| 1956-1957 |           |         |         |         |             |             |           | |                                                                                  |                                                                         |
| 1957-1958 |           |         |         |         |             |             |           | 2e du groupe VII de 1L                                                                                     |                                                                                  |                                                                         |
| 1958-1959 |           |         |         |         |             |             |           | 2e du groupe VII de 1L                                                                                     |                                                                                  |                                                                         |
| 1959-1960 |           |         |         |         |             |             |           | 1er du groupe VI de 1L 1er des finales régionales de 1L 1er de la finale nationale de 1L                   | Match de promotion LNB/1L : · 1-3 HC Martigny · Promu en LNB (sur le tapis vert) | Murray Fife                                                             |
| 1960-1961 | 14        | 5       | 7       | 2       | 35          | 49          | 12        | 4e du groupe est de LNB                                                                                    |                                                                                  | Robert Dennison                                                         |
| 1961-1962 | 14        | 8       | 6       | 0       | 69          | 50          | 16        | 4e du groupe est de LNB                                                                                    |                                                                                  | Robert Dennison                                                         |
| 1962-1963 | 14        | 8       | 6       | 0       | 71          | 43          | 16        | 3e du groupe est de LNB                                                                                    |                                                                                  | Robert Dennison                                                         |
| 1963-1964 | 14        | 11      | 3       | 0       | 95          | 58          | 22        | 1er du groupe est de LNB                                                                                   | Finale de promotion en LNA : · 0-7 / 1-8 Genève-Servette HC                      | Robert Dennison                                                         |
| 1964-1965 | 14        | 6       | 8       | 0       | 44          | 59          | 12        | 6e du groupe ouest de LNB                                                                                  |                                                                                  | Ernst Wenger (de)                                                       |
| 1965-1966 | 18        | 9       | 7       | 2       | 84          | 69          | 20        | 6e du groupe ouest de LNB                                                                                  |                                                                                  | Jürg Zimmermann (en)                                                    |
| 1966-1967 | 18 6      | 7 2     | 9 3     | 2 1     | 79 37       | 99 23       | 16 5      | 7e du groupe ouest de LNB 4e de la poule de promotion/relégation LNB/1L                                    | Relégué en 1L                                                                    | Jürg Zimmermann                                                         |
| 1967-1968 |           |         |         |         |             |             | 29        | 1er du groupe IV de 1L 1er de la poule ouest de promotion en LNB                                           | Finale nationale de 1L : · 1-2 EHC Uzwil (de) · Promu en LNB                     |                                                                         |
| 1968-1969 | 14 8      | 7 1     | 6       | 1       | 71 24       | 74 48       | 15 3      | 4e du groupe ouest de LNB 9e de la poule de promotion                                                      |                                                                                  | Stewart Cruikshank                                                      |
| 1969-1970 | 14        | 9 6     | 3 6     | 2       | 69 71       | 41 70       | 20 14     | 1er du groupe ouest de LNB 4e de la poule de promotion                                                     |                                                                                  | Stewart Cruikshank                                                      |
| 1970-1971 | 14        | 8 3     | 4 7     | 2 4     | 73 55       | 55 65       | 18 10     | 3e du groupe ouest de LNB 7e de la poule de promotion                                                      |                                                                                  | Michel Wehrli                                                           |
| 1971-1972 | 14        | 9 5     | 3 8     | 2 1     | 63 58       | 55 69       | 20 11     | 2e du groupe ouest de LNB 5e de la poule de promotion                                                      |                                                                                  | Michel Wehrli                                                           |
| 1972-1973 | 14        | 8       | 4 5     | 2 1     | 64 69       | 43 54       | 18 17     | 3e du groupe est de LNB 3e de la poule de promotion                                                        |                                                                                  | Steve Latinovich / Stewart Cruikshank                                   |
| 1973-1974 | 14        | 10 7    | 4 5     | 0 2     | 74 63       | 52 47       | 20 16     | 1er du groupe est de LNB 3e de la poule de promotion                                                       |                                                                                  | Steve Latinovich / Francis Blank                                        |
| 1974-1975 | 14        | 10      | 3 2     | 1 2     | 106 80      | 47 49       | 21 22     | 2e du groupe ouest de LNB 1er de la poule de promotion                                                     | Promu en LNA                                                                     | Francis Blank                                                           |
| 1975-1976 | 28        | 18      | 10      | 0       | 146         | 118         | 36        | 2e de LNA                                                                                                  |                                                                                  | Francis Blank                                                           |
| 1976-1977 | 28        | 14      | 9       | 5       | 124         | 114         | 33        | 3e de LNA                                                                                                  |                                                                                  | František Vaněk                                                         |
| 1977-1978 | 28        | 19      | 6       | 3       | 159         | 93          | 41        | 1er de LNA                                                                                                 | Champion de Suisse (1)                                                           | František Vaněk                                                         |
| 1978-1979 | 28        | 16      | 9       | 3       | 136         | 102         | 35        | 2e de LNA                                                                                                  |                                                                                  | František Vaněk                                                         |
| 1979-1980 | 28        | 16      | 11      | 1       | 116         | 83          | 33        | 4e de LNA                                                                                                  |                                                                                  | František Vaněk                                                         |
| 1980-1981 | 28 10     | 21 7    | 5 2     | 2 1     | 158 50      | 113 36      | 44 15     | 1er de LNA 1er du tour final                                                                               | Champion de Suisse (2)                                                           | Edmund Reigle (en)                                                      |
| 1981-1982 | 28 10     | 10 2    | 15 7    | 3 1     | 117 43      | 134 61      | 23 5      | 7e de LNA · Match de barrage : · 3-2 CP Berne · 6e du tour final                                           |                                                                                  | Jürg Ochsner George Aeschlimann / Jean Helfer Edmund Reigle Kent Ruhnke |
| 1982-1983 | 28 10     | 18 9    | 8 1     | 0       | 153 53      | 105 35      | 38 18     | 2e de LNA 1er du tour final                                                                                | Champion de Suisse (3)                                                           | Kent Ruhnke                                                             |
| 1983-1984 | 14 6 14 6 | 5 3 6 3 | 8 3 4 3 | 1 0 4 0 | 64 28 68 38 | 74 27 63 36 | 11 6 16 6 | 6e de LNA 2e de la deuxième phase 5e de la troisième phase 1er de la poule de promotion/relégation LNA/LNB |                                                                                  | Kent Ruhnke                                                             |
| 1984-1985 | 28 10     | 11 2    | 13 7    | 4 1     | 115 41      | 117 60      | 26 5      | 6e de LNA 6e du tour final                                                                                 |                                                                                  | Tibor Vozár                                                             |

### Après l'introduction des séries éliminatoires
| Saison    | PJ    | V    | VP  | VF  | D    | DP  | DF  | N   | BP     | BC     | Pts        | Classement                         | Séries éliminatoires | Entraîneur                                                          |
| --------- | ----- | ---- | --- | --- | ---- | --- | --- | --- | ------ | ------ | ---------- | ---------------------------------- | --- | ------------------------------------------------------------------- |
| 1985-1986 | 36    | 14   | —   | —   | 17   | —   | —   | 5   | 181    | 199    | 33         | 5e de LNA                          | Non qualifié | Jean Helfer                                                         |
| 1986-1987 | 36    | 17   | —   | —   | 17   | —   | —   | 2   | 156    | 194    | 37         | 6e de LNA                          | Non qualifié | Jean Helfer                                                         |
| 1987-1988 | 36    | 17   | —   | —   | 14   | —   | —   | 5   | 157    | 140    | 39         | 5e de LNA                          | Non qualifié | Björn Kinding                                                       |
| 1988-1989 | 36    | 16   | —   | —   | 17   | —   | —   | 3   | 161    | 165    | 35         | 6e de LNA                          | 0-2 CP Berne | Björn Kinding                                                       |
| 1989-1990 | 36    | 22   | —   | —   | 11   | —   | —   | 3   | 194    | 141    | 47         | 3e de LNA                          | 2-0 EV Zoug · 1-3 CP Berne | Björn Kinding                                                       |
| 1990-1991 | 36    | 10   | —   | —   | 18   | —   | —   | 8   | 151    | 173    | 28         | 7e de LNA                          | 0-3 HC Lugano | Björn Kinding Richard Decloe                                        |
| 1991-1992 | 36    | 8    | —   | —   | 21   | —   | —   | 7   | 105    | 179    | 23         | 8e de LNA                          | 1-3 HC Fribourg-Gottéron | Richard Decloe Jakob Kölliker / Lucien Ramseyer                     |
| 1992-1993 | 36    | 12   | —   | —   | 21   | —   | —   | 3   | 121    | 167    | 27         | 8e de LNA                          | 0-4 EHC Kloten | Bror Hansson                                                        |
| 1993-1994 | 36    | 8    | —   | —   | 26   | —   | —   | 2   | 83     | 170    | 18         | 10e de LNA                         | Barrage de maintien : · 4-2 HC Olten                                                                                            | Jakob Kölliker Jiří Kochta (de) Jean Helfer                         |
| 1994-1995 | 36    | 7    | —   | —   | 27   | —   | —   | 2   | 108    | 170    | 16         | 10e de LNA                         | Barrage de maintien : · 2-4 SC Rapperswil-Jona · Relégué en LNB                                                                 | Anders Sörensen Chris Reynolds                                      |
| 1995-1996 | 36    | 11   | —   | —   | 22   | —   | —   | 3   | 136    | 174    | 25         | 7e de LNB                          | 0-3 HC La Chaux-de-Fonds | Barry Jenkins Lucien Ramseyer                                       |
| 1996-1997 | 22 20 | 9 13 | —   | —   | 9 6  | —   | —   | 4 1 | 97 82  | 93 56  | 22 27      | 8e de LNB 2e du tour de l’espoir   | 2-3 HC Thurgovie | Mike Zettel Paul Gagné                                              |
| 1997-1998 | 40    | 27   | —   | —   | 11   | —   | —   | 2   | 175    | 124    | 56         | 2e de LNB                          | 3-2 Grasshopper Club Zurich · 3-0 HC Thurgovie · 1-3 SC Langnau                                                                 | Paul-André Cadieux                                                  |
| 1998-1999 | 40    | 20   | —   | —   | 16   | —   | —   | 4   | 170    | 159    | 44         | 4e de LNB                          | 3-1 Lausanne HC · 1-3 HC Coire                                                                                                  | Paul-André Cadieux                                                  |
| 1999-2000 | 36    | 18   | —   | —   | 15   | —   | —   | 3   | 145    | 135    | 39         | 5e de LNB                          | 3-2 HC Thurgovie · 1-3 HC Coire                                                                                                 | Paul Gagné                                                          |
| 2000-2001 | 40    | 26   | —   | —   | 9    | —   | —   | 5   | 159    | 103    | 57         | 2e de LNB                          | 3-1 HC Ajoie · 3-1 Genève-Servette HC · 0-3 Lausanne HC                                                                         | Markus Graf                                                         |
| 2001-2002 | 36    | 21   | —   | —   | 14   | —   | —   | 1   | 139    | 134    | 43         | 3e de LNB                          | 2-3 HC Ajoie | Markus Graf Jean-Jacques Daigneault Marc Leuenberger                |
| 2002-2003 | 38    | 20   | —   | —   | 13   | —   | —   | 5   | 133    | 127    | 45         | 3e de LNB                          | 4-1 HC Thurgovie · 1-4 HC Bâle KLH Dragons                                                                                      | Bror Hansson                                                        |
| 2003-2004 | 45    | 30   | —   | —   | 12   | —   | —   | 3   | 189    | 137    | 63         | 1er de LNB                         | 4-1 HC Coire · 4-1 HC Ajoie · 3-2 HC Sierre · Barrage de promotion/relégation LNA/LNB : · 0-4 Lausanne HC                       | Charles Oppliger                                                    |
| 2004-2005 | 44    | 26   | —   | —   | 15   | —   | —   | 3   | 170    | 141    | 55         | 2e de LNB                          | 4-2 GCK Lions · 2-4 HC Sierre                                                                                                   | Charles Oppliger Daniel Cattaruzza / Alex Reinhard Kimberly Collins |
| 2005-2006 | 42    | 27   | —   | —   | 14   | —   | —   | 1   | 183    | 110    | 55         | 1er de LNB                         | 4-1 GCK Lions · 4-1 Lausanne HC · 4-1 HC Sierre · Barrage de promotion/relégation LNA/LNB : · 2-4 HC Fribourg-Gottéron          | Kimberly Collins                                                    |
| 2006-2007 | 45    | 25   |     |     | 9    |     |     | —   | 198    | 151    | 92         | 2e de LNB                          | 4-2 HC Ajoie · 4-1 Lausanne HC · 4-2 HC Viège · Barrage de promotion/relégation LNA/LNB : · 1-4 SCL Tigers                      | Kimberly Collins                                                    |
| 2007-2008 | 49    | 35   |     |     | 9    |     |     | —   | 218    | 121    | 111        | 1er de LNB                         | 4-1 HC Olten · 4-3 HC Ajoie · 4-1 HC La Chaux-de-Fonds · Barrage de promotion/relégation LNA/LNB : · 4-0 HC Bâle · Promu en LNA | Heinz Ehlers                                                        |
| 2008-2009 | 50    | 11   | 1   | 1   | 30   | 2   | 5   | —   | 126    | 213    | 44         | 12e de LNA                         | Play-out : · 3-4 SCL Tigers · 2-4 HC Ambrì-Piotta · Barrage de promotion/relégation LNA/LNB : · 4-3 Lausanne HC                 | Heinz Ehlers Kevin Schläpfer                                        |
| 2009-2010 | 50    | 16   | 0   | 3   | 26   | 2   | 3   | —   | 134    | 182    | 59         | 9e de LNA                          | Play-out : · 2-4 HC Ambrì-Piotta · 1-4 SCL Tigers · Barrage de promotion/relégation LNA/LNB : · 4-3 Lausanne HC                 | Kent Ruhnke Kevin Schläpfer                                         |
| 2010-2011 | 50    | 13   | 1   | 4   | 25   | 3   | 4   | —   | 135    | 173    | 56         | 9e de LNA                          | Play-out : · 4-2 HC Ambrì-Piotta                                                                                                | Kevin Schläpfer                                                     |
| 2011-2012 | 50    | 19   | 1   | 3   | 24   | 2   | 1   | —   | 114    | 128    | 68         | 8e de LNA                          | 1-4 EV Zoug | Kevin Schläpfer                                                     |
| 2012-2013 | 50    | 19   | 1   | 4   | 21   | 2   | 3   | —   | 160    | 161    | 72         | 8e de LNA                          | 3-4 HC Fribourg-Gottéron | Kevin Schläpfer                                                     |
| 2013-2014 | 50 6  | 11 2 | 1 0 | 6 0 | 29 4 | 1 0 | 2 0 | —   | 115 15 | 154 14 | 50 6       | 11e de LNA 3e du tour de placement | Finale des play-out : · 2-4 SC Rapperswil-Jona · Barrage de promotion/relégation LNA/LNB : · 4-1 HC Viège                       | Kevin Schläpfer                                                     |
| 2014-2015 | 50    | 15   | 4   | 3   | 21   | 5   | 2   | —   | 142    | 164    | 66         | 8e de LNA                          | 3-4 ZSC Lions | Kevin Schläpfer                                                     |
| 2015-2016 | 50 6  | 11 5 | 4 0 | 2 0 | 28 1 | 3 0 | 2 0 | —   | 128 15 | 175 10 | 50 15      | 12e de LNA 3e du tour de placement | Finale des play-out : · 2-4 SCL Tigers · Barrage de promotion/relégation LNA/LNB : · Annulé HC Ajoie                            | Kevin Schläpfer                                                     |
| 2016-2017 | 50    | 21   | 1   | 1   | 24   | 3   | 0   | —   | 146    | 140    | 70         | 8e de LNA                          | 1-4 CP Berne | Kevin Schläpfer Mike McNamara                                       |
| 2017-2018 | 50    | 24   | 2   | 3   | 14   | 3   | 4   | —   | 150    | 124    | 89         | 3e de NL                           | 4-2 HC Davos · 2-4 HC Lugano | Mike McNamara Antti Törmänen                                        |
| 2018-2019 | 50    | 24   | 0   | 2   | 21   | 3   | 0   | —   | 149    | 138    | 79         | 4e de NL                           | 4-1 HC Ambrì-Piotta 3-4 CP Berne                                                                                                | Antti Törmänen                                                      |
| 2019-2020 | 50    | 19   | 3   | 3   | 16   | 6   | 3   | —   | 151    | 144    | 78         | 5e de NL                           | Championnat annulé après la saison régulière à cause du coronavirus                                                             | Antti Törmänen                                                      |
| 2020-2021 | 48    | 20   | 4   | 2   | 16   | 5   | 1   | —   | 149    | 137    | 1,625 (78) | 7e de NL                           | Préplay-off : 0-2 SC Rapperswil-Jona Lakers                                                                                     | Lars Leuenberger                                                    |
| 2021-2022 | 51    | 24   | 4   | 1   | 17   | 3   | 2   | —   | 154    | 127    | 1,706 (87) | 6e de NL                           | 3-4 ZSC Lions | Antti Törmänen                                                      |
| 2022-2023 | 52    | 29   | 3   | 2   | 14   | 3   | 1   | —   | 174    | 132    | 101        | 2e de NL                           | 4-2 CP Berne 4-0 ZSC Lions 3-4 Genève-Servette HC                                                                               | Antti Törmänen                                                      |
| 2023-2024 | 52    | 16   | 7   | 2   | 19   | 1   | 7   | —   | 139    | 140    | 74         | 9e de NL                           | Play-in: 1-0 Genève-Servette HC 1-0 HC Ambrì-Piotta Play-off: 0-4 ZSC Lions                                                     | Petri Matikainen Martin Steinegger                                  |
| 2024-2025 | 52    | 17   | 4   | 3   | 22   | 4   | 2   | —   | 130    | 133    | 71         | 11e de NL                          | | Martin Filander                                                     |

## Coupe de Suisse
Ce chapitre récapitule le parcours de l’équipe en coupe.
| Édition                                    | Tour                | Parcours                                                                                                   | Entraîneur                                          |
| ------------------------------------------ | ------------------- | --- | --------------------------------------------------- |
| 1956-1957                                  | Ne participe pas    | Ne participe pas                                                                                           | Ne participe pas                                    |
| 1957-1958                                  | Ne participe pas    | Ne participe pas                                                                                           | Ne participe pas                                    |
| 1958-1959                                  | Huitièmes de finale | 1-9 Zürcher SC (LNA)                                                                                       |                                                     |
| 1959-1960                                  | Huitièmes de finale | 3-1 HC Sion (LNB) · 2-3 a. p. Lausanne HC (LNA)                                                            | Murray Fife                                         |
| 1960-1961                                  | Huitièmes de finale | 5-0 (forfait) Grischun Kniggers (?) · 7-3 Grasshopper Club Zurich (LNB) · 5-6 a. p. HC Bâle-Rotweiss (LNA) | Robert Dennison                                     |
| 1961-1962                                  | Deuxième tour       | 10-5 HC Petit-Huningue (1L) · 4-7 HC Gottéron (LNB)                                                        | Robert Dennison                                     |
| 1962-1963                                  | Huitièmes de finale | 7-3 EHC Dübendorf (?) · 13-5 EHC Binnigen (?) · 3-4 Zürcher SC (LNA)                                       | Robert Dennison                                     |
| 1963-1964                                  | Deuxième tour       | 20-2 EHC Rot-Blau (de) (1L) · 4-6 HC Gottéron (LNB)                                                        | Robert Dennison                                     |
| 1964-1965                                  | Deuxième tour       | 3-8 HC La Chaux-de-Fonds (LNB)                                                                             | Ernst Wenger (de)                                   |
| 1965-1966                                  | Huitièmes de finale | 13-3 HC Petit-Huningue (?) · 7-3 HC Gottéron (LNB) · 5-8 Villars HC (LNA)                                  | Jürg Zimmermann (en)                                |
| Aucune édition disputée entre 1967 et 1970 |                     | |                                                     |
| 1971-1972                                  | Premier tour        | 1-9 HC Fribourg (LNB)                                                                                      | Michel Wehrli                                       |
| Aucune édition disputée entre 1973 et 2013 |                     | |                                                     |
| 2014-2015                                  | Huitièmes de finale | 12-1 HC Franches-Montagnes (1L) · 1-2 Kloten Flyers (LNA)                                                  | Kevin Schläpfer                                     |
| 2015-2016                                  | Quarts de finale    | 12-1 EHC Wiki-Münsingen (1L) · 3-2 a. p. Genève-Servette HC (LNA) · 2-3 fus. Kloten Flyers (LNA)           | Kevin Schläpfer                                     |
| 2016-2017                                  | Huitièmes de finale | 6-2 Star-Forward (1L) · 3-4 a. p. EHC Kloten (LNA)                                                         | Kevin Schläpfer                                     |
| 2017-2018                                  | Demi-finales        | 5-1 HC Berthoud (1L) · 4-3 a. p. HC Olten (SL) · 5-3 CP Berne (NL) · 2-4 HC Davos (NL)                     | Mike McNamara Antti Törmänen                        |
| 2018-2019                                  | Huitièmes de finale | 8-0 Star-Forward (MSL) 3-4 EHC Kloten (SL)                                                                 | Antti Törmänen                                      |
| 2019-2020                                  | Demi-finales        | 4-1 Hockey Huttwil (MSL) 4-3 a. p. HC Ambrì-Piotta (NL) 4-3 SC Langnau Tigers (NL) 3-4 HC Ajoie (SL)       | Antti Törmänen                                      |
| 2020-2021                                  | Huitièmes de finale | 11-1 HCV Sion (1L) 2-5 Lausanne HC (NL)                                                                    | Lars Leuenberger ( Antti Törmänen en arrêt maladie) |

## Coupes d'Europe
Ce chapitre récapitule le parcours de l'équipe en compétitions européennes.

### Coupe d'Europe
| Édition   | Tour          | Parcours                                                          | Entraîneur         |
| --------- | ------------- | ----------------------------------------------------------------- | ------------------ |
| 1978-1979 | Deuxième tour | 15-1 / 7-6 HK Jesenice · 8-5 / 2-5 (4-3 fus.) CSA Steaua Bucarest | František Vaněk    |
| 1981-1982 | Deuxième tour | 7-3 / 6-2 HK Jesenice · Forfait HC Gardena                        | Edmund Reigle (en) |
| 1983-1984 | Deuxième tour | 4-3 / 9-7 HDD Olimpija Ljubljana · 9-5 / 2-3 VEU Feldkirch        | Kent Ruhnke        |

### Ligue des champions
| Édition   | Tour                                         | Parcours | Entraîneur                                   |
| --------- | -------------------------------------------- | --- | -------------------------------------------- |
| 2019-2020 | Quarts de finale                             | Phase de groupes : 2-1 Frisk Asker 1-0 Tappara 3-2 Frisk Asker 0-1 Tappara 6-3 EC Klagenfurt AC 4-2 EC Klagenfurt AC Séries éliminatoires : 2-2 / 2-1 a. p. Augsburger Panther 3-2 / 3-5 a. p. Frölunda HC | Antti Törmänen                               |
| 2020-2021 | Annulée en raison de la pandémie de Covid-19 | Annulée en raison de la pandémie de Covid-19 | Annulée en raison de la pandémie de Covid-19 |
| 2023-2024 | Huitièmes de finale                          | Phase de groupes : 3-1 HC Košice 6-1 HC TWK Innsbruck 1-4 Färjestad BK 0-4 Växjö Lakers 3-4 a. p. HC Vítkovice 6-3 Tappara Séries éliminatoires : 3-5 / 4-6 Färjestad BK                                   | Petri Matikainen Martin Steinegger           |